# Aermacchi AL-60
Aermacchi AL-60 je laki civilni višenamjenski avion s kraja 1950-ih i početka 1960-ih kojeg je za američku korporaciju Lockheed dizajnirao Al Mooney. Nakon što je kompanija odlučila da te zrakoplove više neće proizvoditi u SAD-u, proizvodnja je u malom broju preseljena u Meksiko i Argentinu. Također, zrakoplove su na temelju licence proizvodili Aermacchi i Atlas Aircraft Corporation.

## Razvoj
Lockheed je 1959. razvio svega dva prototipa AL-60 prije nego što je odlučio da će avion biti neprofitabilan na američkom tržištu. Zbog toga je Lockheed odlučio pokrenuti proizvodnju u Meksiku, joint venture tvrtku Lockheed-Azcarate (LASA). Za potrebe meksičkih zračnih snaga je 1960. proizvedeno 18 aviona pod oznakom LASA-60.
U Italiji je avio industrija Aermacchi proizvodila zrakoplove na temelju licence kao AL-60B. Avioni su za potrebe afričkog tržišta modificirani na standard AL-60C. Taj model je u Južnoj Africi na temelju licence proizvodila tvrtka Atlas Aircraft Corporation. Tamo je taj zrakoplov nosio oznaku Atlas C4M te je bio poznat kao Kudu. U razdoblju između 1974. i 1991. je za potrebe južnoafričkih zračnih snaga proizvedeno više od 40 tih zrakoplova.
C4M Kudu i danas koriste mnogi civilni korisnici. Trenutno je na snazi projekt kojim bi Kudu zamijenio postojeće motore novijima. Projekt je poznat pod nazivom Atlas Angel ili Turbine Kudu.

## Inačice
- L-402: Lockheedovi prototipovi.
- LASA-60: zrakoplovi meksičke proizvodnje. Proizvedeno ih je 44.
- AL-60B-1 Santa Maria: izvorna inačica Aermacchija. Proizvedeno ih je četiri.
- AL-60B-2 Santa Maria: proizvodna inačica Aermacchija. Proizveden je 81 avion.
- AL-60C-5 Conestoga: Aermacchijevi zrakoplovi namijenjeni srednjoafričkim zračnim snagama.
- AL-60F-5 Trojan: Aermacchijevi zrakoplovi namijenjeni rodezijskim zračnim snagama. Proizvedeno ih je oko deset.
- Atlas C4M Kudu: Atlasovi zrakoplovi namijenjeni južnoafričkim zračnim snagama.

## Korisnici

### Vojni korisnici
- JAR
- Mauretanija
- Meksiko: meksičke zračne snage.
- Rodezija
- Srednjoafrička Republika: srednjoafričke zračne snage. Danas je u službi šest zrakoplova.
- Tunis: tuniške zračne snage.

## Tehničke karakteristike (AL-60B2)
Izvori podataka: Jane's All The World's Aircraft 1966–67
Osnovne karakteristike
- posada: 1
- kapacitet: 7 punika ili 454 kg tereta
- dužina: 8,79 m
- raspon krila: 11,84 m
- površina krila: 19,54 m²
- visina: 3,25 m

Letne karakteristike
- najveća brzina: 270 km/h (na visini od 4.800 m)
- ekonomska brzina: 206 km (na visini od 3.000 m)
- dolet: 885 km
- brzina penjanja: 4,3 m/sek. (oko 840 stopa/min.)
- najveća visina leta: 6.700 m
- motor: 1× Continental TSIO-470-B-A1A zrakom hlađeni motor